# Artéria hepática comum
Na anatomia humana, a artéria hepática comum é um pequeno vaso sanguíneo que supre sangue oxigenado para o fígado, piloro (uma parte do estômago), duodeno (uma parte do intestino delgado) e pâncreas.
Ela surge no tronco celíaco e tem os seguintes ramos:
| Ramo                     | Detalhes |
| artéria hepática própria | supre a vesícula biliar através da artéria cística e o fígado através das artérias hepáticas direita e esquerda |
| artéria gástrica direita | supre o estômago, anastomosando-se com a artéria gástrica esquerda                                              |
| artéria gastroduodenal   | ramifica-se em artéria gastro-omental direita e artéria pancreatoduodenal superior                              |

## Imagens adicionais

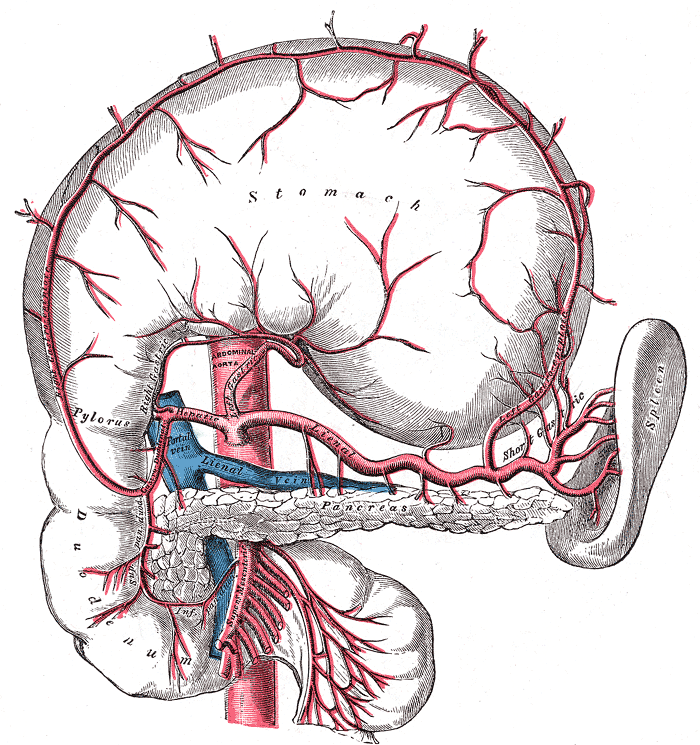
A artéria celíaca e seus ramos; o estômago foi levantado e o peritônio removido.
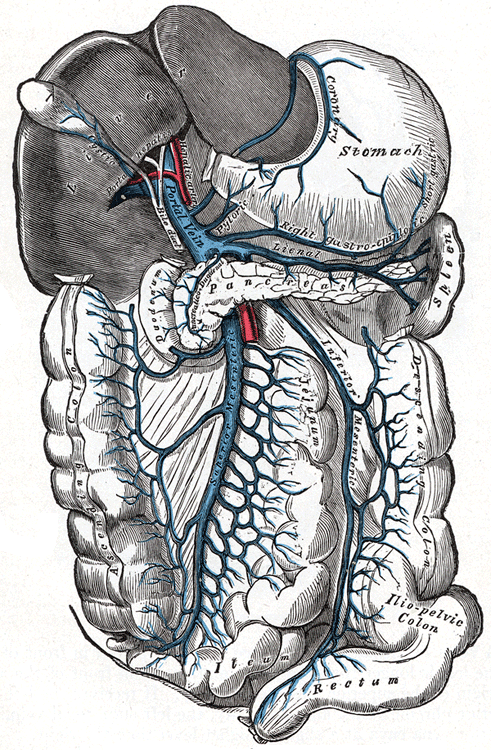
A veia porta e suas tributárias.